# Bobrovec
Bobrovec (in ungherese Nagybobróc) è un comune della Slovacchia facente parte del distretto di Liptovský Mikuláš, nella regione di Žilina.